# Foro Consultivo Econômico-Social
Foro Consultivo Econômico-Social (FCES) é um órgão consultivo do Mercado Comum do Sul (Mercosul) que representa os setores da economia e da sociedade, que se manifesta por recomendações ao Grupo Mercado Comum (GMC). Dele participar a Coordenadoria de Centrais Sindicais do Cone Sul.